# Джон Рей Даннінг
Джон Рей Да́ннінг (англ. John Ray Dunning, 24 вересня 1907 , Шелбі, Небраска  — 25 серпня 1975 , Кі-Біскейн, Флорида ) — американський фізик, учасник Мангеттенського проєкту. Спеціалізувався на нейтронній фізиці і був новатором у галузі газової дифузії для розділення ізотопів. Декан факультету інженерії та прикладних наук Колумбійського університету від 1950 до 1969 року.

## Ранні роки
Народився 24 вересня 1907 року в Шелбі (Небраска, США), в сім'ї Альберта Честера Даннінга, торговця зерном, та його дружини Жозефіни Даннінг, уродженої Телен. 1925 року закінчив середню школу Шелбі та вступив до Університету Небраска Весліан, де став членом братства Фі Каппа Тау. 1929 року здобув ступінь бакалавра мистецтв.
По закінченні університету Даннінг вступив до докторантури Колумбійського університету. 1932 року Джеймс Чедвік відкрив нейтрон. Відкриття вплинуло на кар'єру Даннінга, оскільки після цього він зосередився на теоретичних та прикладних дослідженнях нейтрона. Від 1929 до 1932 року був викладачем у Колумбійському університеті, і далі, до 1933 року, науковим співробітником. 1934 року здобув докторський ступінь, захистивши дисертацію з теми «Випускання та розсіювання нейтронів».
1930 року одружився з Естер Лорі Блевінс. Вони мали двох дітей. Дочка — Енн Адель. Син, Джон Рей-молодший, став професором фізики та астрономії в Державному університеті Сономи.

## Мангеттенський проєкт
Здобувши докторський ступінь у Колумбійському університеті, далі викладав і 1935 року став доцентом. Був головним фахівцем Колумбійського університету в галузі нейтронних досліджень. У період від 1934 до 1938 року опублікував 24 статті з нейтронної фізики. Завдяки отриманій 1936 року стипендії, мав можливість подорожувати і зустрічатися з багатьма фізиками-ядерниками, серед яких були Нільс Бор, Джеймс Чедвік, Енріко Фермі, Вернер Гейзенберг та Ернест Резерфорд.
Даннінг уважно стежив за дослідженнями Ернеста Лоуренса на циклотроні. Даннінгу було потрібне потужне джерело нейтронів, яким міг стати циклотрон. Державне фінансування на такі проєкти не виділялося, а бюджети університетів були обмеженими. Тим не менш, у 1935 і 1936 роках йому вдалося побудувати циклотрон, використовуючи багато списаних деталей, щоб вистачило лише приватних пожертв. 2007 року Колумбійський університет вирішив утилізувати 70-річну атомну установку, яка була найстарішим національним артефактом ядерної доби. Після виведення з експлуатації в 1965 році вона зберігалася в підвалі Пупін-холу на фізичному факультеті Колумбійського університету. 2008 року пристрій списали. Деякі його компоненти збережено в Смітсонівському інституті у Вашингтоні.
У грудні 1938 року німецькі хіміки Отто Ган і Фріц Штрассман надіслали в журнал Naturwissenschaften рукопис про виявлення барію після бомбардування урану нейтронами. Вони повідомили про свої результати Лізі Мейтнер, яка разом зі своїм племінником Отто Фрішем інтерпретувала їх як результат поділу ядер. 13 січня 1939 року Фріш довів це припущення експериментально. Ще до публікації, припущення Лізи Мейтнер і Отто Фріша про результати Хана і Штрассмана перетнуло Атлантичний океан. Цю новину привіз Нільс Бор, що прямував із курсом лекцій у Принстонський університет. Фізики Ісидор Рабі і Вілліс Лемб із Колумбійського університету, які працювали в Принстоні, почули її і передали в Колумбійський університет. Незабаром учені в Колумбії вирішили виміряти енергію, що виділяється при ядерному поділі урану внаслідок нейтронного бомбардування. 25 січня 1939 року Даннінг був членом команди Колумбійського університету, яка провела перший експеримент із поділу ядер у США. Іншими членами команди були Герберт Андерсон, Юджин Бут, Енріко Фермі, Норріс Гласо та Френсіс Слек. Бор стверджував, що за поділ відповідає ізотоп урану-235. Даннінг зрозумів, що якщо Бор має рацію, то створити атомну бомбу можливо. Його думки звернулися до розробки процесу збагачення урану. На 1940 рік він досліджував газову дифузію, яка, на його думку, виявилася ефективнішою, ніж електромагнітний метод Альфреда Ніра. Газова дифузія виводила збагачення урану на промисловий рівень. Група дослідників з Колумбійського університету стала Лабораторією з виробництва матеріалів зі сплавів-замінників (Substitute Alloy Materials Laboratories) для Мангеттенського проєкту. Даннінг очолював лабораторний підрозділ, який відповідав за програму газової дифузії, включно з інженерними проблемами, пілотними установками та дослідженнями.. У 1947 й 1948 роках з'явилися чотири статті, написані у співавторстві з Джеймсом Рейнвотером, Вільямом Гевенсом-молодшим і Ву Цзяньсюн, але багато що залишалося засекреченим. Через секретність цієї роботи Даннінг та троє його колег, замість гонорару за патент, отримали по 300 000 доларів кожен.. Президент США Гаррі Трумен також нагородив Даннінга медаллю «За заслуги». Трумен сказав:
… за винятково видатні заслуги у військовій галузі, за досягнення, що передбачають велику відповідальність, за наукові відкриття у зв'язку з розробкою найвеличнішої військової зброї всіх часів — атомної бомби. Як фізик-дослідник, він узяв провідну участь на ранньому етапі проєкту. Пізніше він відповідав за важливі дослідження у лабораторіях Мангеттенського проєкту, а далі працював радником підрядника з повномасштабної експлуатації відкритого ним процесу. Безкорислива і непохитна відданість своєму обов'язку фізика національного значення, доктора Даннінга, зробила значний внесок в успіх проєкту атомної бомби.

## Подальше життя
Від 1946 року Даннінг викладав у Колумбійському університеті. У перші повоєнні роки був науковим керівником будівництва лабораторій Невіса, спільного проєкту Колумбійського університету, Комісії з атомної енергії США та Управління військово-морських досліджень. 1950 року став деканом школи інженерних та прикладних наук. На цьому його активна дослідницька кар'єра закінчилась. Він займався збором коштів для зведення будівлі, яка згодом отримала назву Сілі Вінтерсміт Мадд (Seeley Wintersmith Mudd Building), та прибудови інженерного центру. На момент звільнення з посади декана 1969 року він зібрав для будівництва 50 млн доларів.
У 1950-ті роки консультував президента Дуайта Ейзенхауера та контрадмірала Гаймена Ріковера, керівника проєкту ВМФ зі створення атомних кораблів. 1948 року Даннінга обрано членом Національної академії наук США і включено в пантеон Фі Каппа Тау. Протягом багатьох років був головою Консультативного комітету з наукових кадрів Ради освіти Нью-Йорка, Президентського комітету з надзвукового транспорту та Наукової консультативної ради Законодавчих зборів штату Нью-Йорк. Був членом правління Американської асоціації сприяння розвитку науки та науково-консультативного комітету Міністерства оборони.
Неодноразово виступав із публічними доповідями про ядерну енергію і часто з'являвся на телебаченні та радіо. Допоміг написати комікс "Блонді та Дагвуд", у якому простими словами пояснювалося, що таке ядерна енергія. Якось під час науково-популярної демонстрації він випив опромінену солону воду й за допомогою лічильника Гейгера показав аудиторії, як його пальці залишалися радіоактивними, поки натрій-24 з періодом піврозпаду 15 годин циркулював у його крові.
Помер від серцевого нападу 25 серпня 1975 року у своєму будинку в Кі-Біскейні (Флорида). Похований на Північному цвинтарі в Шермані (Коннектикут). Його могила була недалеко від його другого будинку.

## Окремі публікації
- John R. Dunning The Emission and Scattering of Neutrons, Phys. Rev. Volume 45, Issue 9, 586—600 (1934). Institutional citation: Department of Physics, Columbia University. Received 5 March 1934.
- H. L. Anderson, E. T. Booth, J. R. Dunning, E. Fermi, G. N. Glasoe, and F. G. Slack The Fission of Uranium, Phys. Rev. Volume 55, Number 5, 511—512 (1939). Institutional citation: Pupin Physics Laboratories, Columbia University, New York, New York. Received 16 February 1939.
- E. T. Booth, J. R. Dunning, and F. G. Slack Delayed Neutron Emission from Uranium, Phys. Rev. Volume 55, Number 9, 876—876 (1939). Institutional citation: Department of Physics, Columbia University, New York, New York. Received 17 April 1939.
- E. T. Booth, J. R. Dunning, and F. G. Slack Energy Distribution of Uranium Fission Fragments, Phys. Rev. Volume 55, Number 10, 981—981 (1939). Institutional citation: Pupin Physics Laboratories, Columbia University, New York, New York. Received 1 May 1939.
- E. T. Booth, J. R. Dunning, and G. N. Glasoe Range Distribution of the Uranium Fission Fragments, Phys. Rev. Volume 55, Issue 10, 982—982 (1939). Institutional citation: Pupin Physics Laboratories, Columbia University, New York, New York. Received 1 May 1939.
- A. O. Nier, E. T. Booth, J. R. Dunning, and A. V. Grosse Nuclear fission of separated uranium isotopes, Phys. Rev. Volume 57, Issue 6, 546—546 (1940). Received 3 March 1940. Booth, Dunning, and Grosse were identified as being at Columbia University, New York, New York. Nier was identified as being at the University of Minnesota, Minneapolis, Minnesota.
- A. O. Nier, E. T. Booth, J. R. Dunning, and A. V. Grosse Further experiments on fission of separated uranium isotopes, Phys. Rev. Volume 57, Issue 8, 748—748 (1940). Received 13 April 1940. Booth, Dunning, and Grosse were identified as being at Columbia University, New York, New York. Nier was identified as being at the University of Minnesota, Minneapolis, Minnesota.
- E. T. Booth, J. R. Dunning, A. V. Grosse, and A. O. Nier Neutron Capture by Uranium (238), Phys. Rev. Volume 58, Issue 5, 475—476 (1940). Received 13 August 1940. Booth, Dunning, and Grosse were identified as being at Columbia University, New York, New York. Nier was identified as being at the University of Minnesota, Minneapolis, Minnesota.
- A. V. Grosse, E. T. Booth, and J. R. Dunning The Fourth (4n+1) Radioactive Series, Phys. Rev. Volume 59, Issue 3, 322—323 (1941). Institutional citation: Pupin Physics Laboratories, Columbia University, New York, New York. Received 11 January 1941.